# Мішкорот
Мішкорот (Saccopharynx) — рід променеперих риб, єдиний у родині мішкоротових (Saccopharyngidae). Включає 10 видів.

## Поширення
Мішкороти поширені в усіх океанах, на глибині приблизно 1800 метрів нижче рівня моря.

## Опис
Тіло чорного кольору і можуть виростати до 2 м. Їхні хвости закінчуються світним органом у формі колби. Точне призначення цього органу невідоме, хоча, швидше за все, він використовується як приманка.

## Види
- Saccopharynx ampullaceus Harwood, 1827
- Saccopharynx berteli Tighe & J. G. Nielsen, 2000
- Saccopharynx harrisoni Beebe, 1932
- Saccopharynx hjorti Bertin, 1938
- Saccopharynx lavenbergi J. G. Nielsen & Bertelsen, 1985
- Saccopharynx paucovertebratis J. G. Nielsen & Bertelsen, 1985
- Saccopharynx ramosus J. G. Nielsen & Bertelsen, 1985
- Saccopharynx schmidti Bertin, 1934
- Saccopharynx thalassa J. G. Nielsen & Bertelsen, 1985
- Saccopharynx trilobatus J. G. Nielsen & Bertelsen, 1985